# Championnats de Hongrie de cyclo-cross
Les championnats de Hongrie de cyclo-cross sont des compétitions de cyclo-cross organisées annuellement afin de décerner les titres de champion du Hongrie de cyclo-cross.
Les premiers championnats ont été disputés en 1958. Zsolt Vinczeffy détient le record de victoires chez les hommes avec 7 titres. 
Une compétition féminine est également organisée. 

## Palmarès masculin

### Élites
| Année | Vainqueur        | Deuxième           | Troisième            |
| ----- | ---------------- | ------------------ | -------------------- |
| 1958  | Lajos Aranyi     | Janos Devai        | Alexander Szerencsez |
| 1959  | Lajos Aranyi     | Janos Devai        | Urban                |
| 1961  | Janos Devai      | J. Varga           | Lajos Aranyi         |
| 1962  | Janos Devai      | D. Polaneczky      | A. Matis             |
| 1963  | Janos Devai      | Lajos Aranyi       | Istvan Gabor         |
| 1964  | Janos Juszko     | D. Polaneczky      | L. Maho              |
| 1965  | D. Polaneczky    | L. Maho            | T. Magyar            |
| 1966  | F. Keseru        | L. Maho            | K. Sartos            |
| 1967  | Imre Toth        | L. Maho            | K. Sartos            |
| 1969  | Imre Toth        | G. Juriga          | L. Maho              |
| 1981  | Zoltan Halasz    | G. Pollak          | T. Kovecses          |
| 1982  | Zoltan Halasz    | J. Szabo           | P. Liska             |
| 1983  | Zoltan Halasz    | A. Vamos           | Laszlo Halasz        |
| 1984  | Zoltan Halasz    | Laszlo Halasz      | Gy. Szuromi          |
| 1985  | J. Hirth         | László Halász      | P. Javor             |
| 1986  | J. Hirth         | József Ottó        | Z. Kasza             |
| 1987  | J. Hirth         | J. Csikos          | O. Zsiboraes         |
| 1988  | J. Csikos        | J. Hirth           | Zs. Szmirnyak        |
| 1989  | J. Hirth         | A. Jovacsics       | József Ottó          |
| 2000  | Zsolt Vinczeffy  | József Ottó        | Gábor Bogár          |
| 2001  | Zsolt Vinczeffy  | Viktor Specziár    | Gábor Bogár          |
| 2002  | Zsolt Vinczeffy  | József Ottó        | Gábor Doroghazi      |
| 2003  | Zsolt Vinczeffy  | András Szabó       | Viktor Specziár      |
| 2004  | Zsolt Vinczeffy  | András Szabó       | Balint Szeghalmi     |
| 2006  | Zsolt Vinczeffy  | Bálint Szeghalmi   | Viktor Specziár      |
| 2008  | Zsolt Vinczeffy  | Szilárd Buruczki   | Viktor Specziár      |
| 2009  | Zoltán Tisza     | Bálint Szeghalmi   | Viktor Specziár      |
| 2010  | Szilárd Buruczki |                    |                      |
| 2011  | Szilárd Buruczki | Zoltán Tisza       | Zsolt Búr            |
| 2013  | Szilárd Buruczki |                    |                      |
| 2014  | Gábor Fejes      | Zoltán Vígh        | Zsolt Búr            |
| 2015  | Gábor Fejes      | Szilárd Buruczki   | Zsolt Búr            |
| 2016  | Zsolt Búr        | Szilárd Buruczki   | János Pelikán        |
| 2017  | Zsolt Búr        | János Pelikán      | Szilárd Buruczki     |
| 2018  | Zsolt Búr        | Szilárd Buruczki   | Krisztián Lovassy    |
| 2019  | Balász Vas       | Ferenc Szöllosi    | Zsolt Búr            |
| 2020  | Balász Vas       | Zsolt Búr          | Szilárd Buruczki     |
| 2021  | Zsolt Búr        | Ferenc Szöllosi    | Csongor Lehmann      |
| 2022  | Zsolt Búr        | Benedek Székely    | Gábor Cser           |
| 2023  | Márton Dina      | Márk Takács-Valent | Bence Darányi        |
| 2024  | Márton Dina      | Bálint Kárpáti     | Máté Endrédi         |
| 2025  | Barnabás Vas     | Zsombor Takács     | Benedek Kiss         |

### Moins de 23 ans
- 2000 : Benedek Vörös
- 2001 : Norbert Kovacs
- 2002 : Richard Ruszin
- 2003 : Gergo Bakos

- 2006 : Zoltán Mecséri

- 2008 : Zoltán Vígh
- 2009 : Péter Szabó
- 2010 : Balázs Lobmayer
- 2011 : János Panyi

- 2013 : Péter Fenyvesi
- 2014 : Balázs Rózsa
- 2015 : Márton Dina
- 2016 : Márton Dina
- 2017 : Márton Dina

### Juniors
- 2003 : Zsombor Bocsi

- 2008 : Bálint Lukács

- 2010 : Péter Fenyvesi

- 2013 : János Pelikán
- 2014 : Dina Márton
- 2015 : Márk Zathureczky
- 2016 : Ferenc Szöllosi
- 2017 : Balázs Vas
- 2018 : Balázs Vas
- 2019 : Bendegúz Lőrincz
- 2021 : Márk Takács-Valent
- 2022 : Márk Takács-Valent
- 2023 : Zsombor Takács
- 2024 : Zsombor Takács
- 2025 : Benedek Berencsi

## Palmarès féminin

### Élites
| Année | Vainqueur       | Deuxième          | Troisième         |
| ----- | --------------- | ----------------- | ----------------- |
| 2000  | Marta Vajda     |                   |                   |
| 2001  | Marta Vajda     | Viktoria Kruncz   | Julia Boer        |
| 2003  | Marta Vajda     | Viktoria Kruncz   | Monika Kiraly     |
| 2006  | Marta Vajda     | Anna Fordos       | Anita Prantner    |
| 2008  | Anett Deli      | Gabriella Modos   | Anna Fordos       |
| 2009  | Barbara Benkó   | Eszter Dosa       | Anett Deli        |
| 2010  | Barbara Benkó   |                   |                   |
| 2011  | Barbara Benkó   | Eszter Dosa       | Gabriella Modos   |
| 2013  | Anita Orosz     | Monika Kiraly     | Veronika Cseh     |
| 2014  | Barbara Benkó   | Mariann Rosznyai  | Veronika Cseh     |
| 2015  | Barbara Benkó   | Eszter Dosa       | Anita Orosz       |
| 2016  | Barbara Benkó   | Dorottya Kanti    | Viktória Szekeres |
| 2017  | Barbara Benkó   | Dorottya Kanti    | Viktória Szekeres |
| 2018  | Barbara Benkó   | Blanka Vas        | Csenge Kubik      |
| 2019  | Blanka Vas      | Barbara Benkó     | Csenge Kubik      |
| 2020  | Blanka Vas      | Viktória Szekeres | Adél Horváth      |
| 2021  | Blanka Vas      | Virag Gergely     | Sara Leanyvari    |
| 2022  | Blanka Vas      | Regina Schmidel   | Dorka Jordán      |
| 2023  | Blanka Vas      | Regina Schmidel   | Viktória Szekeres |
| 2024  | Janka Farkas    | Viktória Szekeres | Sára Leányvári    |
| 2025  | Regina Bruchner | Réka Tóth         | Viktória Szekeres |

### Juniors
- 2008 : Barbara Benkó
- 2022 : Lora Oravecz
- 2023 : Regina Bruchner
- 2024 : Regina Bruchner
- 2025 : Málna Mudra

## Sources
- Palmarès masculin
- Palmarès féminin